# Питтс, Сейзу

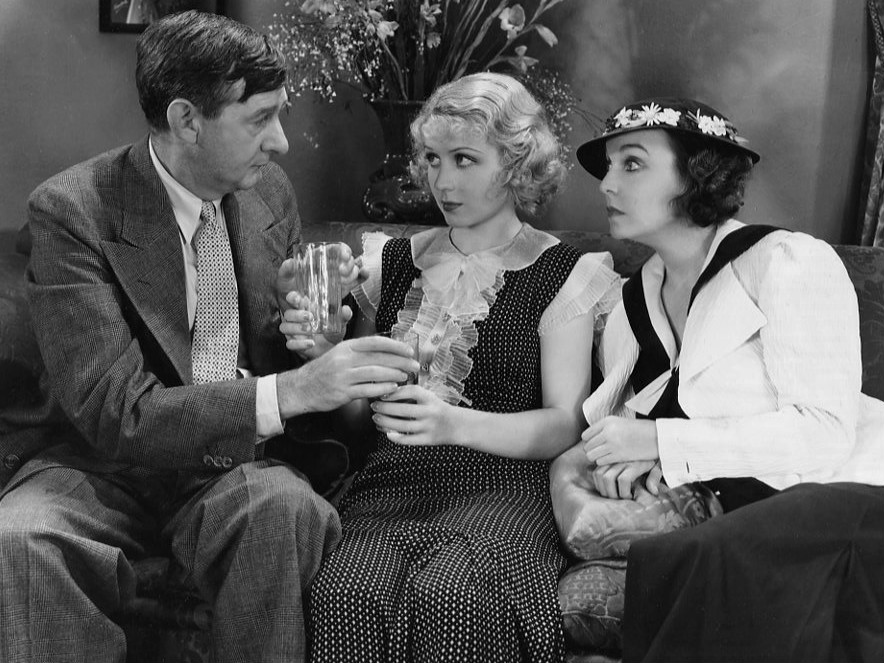
В фильме «Любовь, честь и о, детка!» (1933). Слева направо: Слим Саммервилл, Эдриэнн Дор и Сейзу Питтс.

Сейзу Питтс (англ. ZaSu Pitts, МФА: [ˈseɪzuː ˈpɪts],, настоящее имя — Элайза Сьюзен Питтс (англ. Eliza Susan Pitts), 3 января 1894, Парсонс, Канзас — 7 июня 1963, Голливуд, Калифорния) — американская актриса. На большом экране она дебютировала ещё в эпоху немого кино, добившись затем успеха благодаря ролям в драматических фильмах, а затем успешно перешла в звуковое кино, где стала очень популярна благодаря ролям в кинокомедиях.

## Биография
Основой для её необычного имени стали имена сестёр её матери — Элайза (англ. Eliza) и Сьюзен (англ. Susan). Актрису иногда ошибочно именуют ЗаЗу ([ˈzæzuː] Za-zoo) или ЗейЗу ([ˈzeɪzuː] ZAY-zoo), хотя она сама в автобиографии указывала на то, что правильный вариант именно Сейзу.
Её актёрский дебют состоялся в 1915 году, а спустя два года её обнаружила сценаристка Фрэнсис Марион, благодаря которой Питтс дебютировала на большом экране в немом фильме «Маленькая принцесса» с Мэри Пикфорд в главной роли. В 1920-х годах Сейзу Питтс была ведущей актрисой в фильмах Эриха фон Штрогейма, снявшись в его шедеврах «Алчность» (1924) и «Свадебный марш» (1928). В 1920 году она вышла замуж за актёра Тома Галлери, вместе с которым снялась в ряде фильмов в начале 1920-х годов. В 1922 году у супругов родилась дочь Энн.
В начале 1930-х актриса осуществила успешный переход в звуковое кино, снимавшись на протяжении десятилетия в ролях второго плана во многих комедийных фильмах, часто в компании Телмы Тодд. Образы её капризных, растерянных и тревожных героинь в дальнейшем часто подражались в других кинолентах и мультфильмах.
В 1940-х годах Сейзу Питтс также принимала участие в водевилях и радиопостановках, выступая с комедийными номерами вместе с Бингом Кросби и Элом Джолсоном. В 1944 году актриса дебютировала на Бродвее в специально написанной для неё постановке, с которой она успешно выступала несколько месяцев.
С началом 1950-х годов Питтс стала появляться на телевидении, где исполнила несколько ролей в популярных в те годы телесериалах. В 1959 году была номинирована на Прайм-таймовую премию «Эмми» как лучшая актриса второго плана в комедийном сериале «Шоу Гейл Сторм». Помимо актёрского искусства, актриса увлекалась кулинарией и коллекционированием рецептов конфет, что в итоге стало основой для книги «Конфетные хиты от Сейзу Питтс» (англ. Candy Hits by ZaSu Pitts).
В середине того же десятилетия у актрисы диагностировали рак, но, тем не менее, она продолжала работать до самого конца, появившись в эпизодических ролях в картинах «Доведенный до ручки» с Дорис Дэй в главной роли, и культовой комедии начала 1960-х «Этот безумный, безумный, безумный, безумный мир», в которой она снялась за несколько дней до своей смерти. Сейзу Питтс скончалась от рака в июне 1963 года в возрасте 69 лет. За свой вклад в кинематограф она была удостоена звезды на Голливудской аллее славы. В 1994 году в США вышла почтовая марка с изображением актрисы.

## Избранная фильмография
| Год       |   | Русское название                                | Оригинальное название           | Роль                     |
| --------- | - | ----------------------------------------------- | ------------------------------- | ------------------------ |
| 1917      | ф | Маленькая принцесса                             | The Little Princess             | Беки                     |
| 1918      | ф | Как ты могла, Джин?                             | How Could You Jean?             | возлюбленная Оскара      |
| 1918      | ф | Голос города                                    | The Talk of the Town            |                          |
| 1919      | ф | Лучшие времена                                  | Better Times                    | Нэнси Скроггс            |
| 1919      | ф | Другая половина                                 | The Other Half                  | Дженни Джонс             |
| 1919      | ф | Плохие отношения                                | Poor Relations                  | Дейзи Перкинс            |
| 1923      | ф | Души на продажу                                 | Souls for Sale                  | камео                    |
| 1923      | ф | Три мудрых дурака                               | Three Wise Fools                | Мики                     |
| 1923      | ф | Голливуд                                        | Hollywood                       | камео                    |
| 1924      | ф | Триумф                                          | Triumph                         | работница на заводе      |
| 1924      | ф | Меняя мужей                                     | Changing Husbands               | Делия                    |
| 1924      | ф | Алчность                                        | Greed                           | Трина                    |
| 1925      | ф | Большой делёж                                   | The Great Divide                | Полли Джордан            |
| 1925      | ф | Девичник                                        | Pretty Ladies                   | Мегги Кинан              |
| 1925      | ф | Большая любовь                                  | The Great Love                  | Нэнси                    |
| 1926      | ф | Монте-Карло                                     | Monte Carlo                     | Хоуп Дюрант              |
| 1927      | ф | Кейси в комнате                                 | Casey at the Bat                | Камилла                  |
| 1928      | ф | Свадебный марш                                  | The Wedding March               | Сесилия Швейсер          |
| 1929      | ф | Запертая дверь                                  | The Locked Door                 | телефонистка             |
| 1929      | ф | Это зовётся любовью                             | This Thing Called Love          | Клара Бертран            |
| 1930      | ф | Нет, нет, Нанетт!                               | No, No, Nanette                 | Полин Гастингс           |
| 1930      | ф | Праздник дьявола                                | The Devil's Holiday             | Этель                    |
| 1930      | ф | Монте-Карло                                     | Monte Carlo                     | Берта                    |
| 1930      | ф | На Западном фронте без перемен                  | All Quiet on the Western Front  | фрау Боймер, мать Пауля  |
| 1931      | ф | Плохая сестра                                   | The Bad Sister                  | Минни                    |
| 1931      | ф | Семя                                            | Seed                            | Дженни                   |
| 1931      | ф | Гвардеец                                        | The Guardsman                   | служанка Лизл            |
| 1931      | ф | На свободе                                      | On the Loose                    | Засу                     |
| 1932      | ф | Недопетая колыбельная                           | Broken Lullaby                  | служанка Анна            |
| 1932      | ф | Банальность                                     | Shopworn                        | тётя Дот                 |
| 1932      | ф | Западный проход                                 | Westward Passage                | миссис Трюсдейл          |
| 1932      | ф | Переулок                                        | Back Street                     | миссис Доул              |
| 1932      | ф | Блонди из «Безумств»                            | Blondie of the Follies          | Герти                    |
| 1932      | ф | Замкнутый круг                                  | The Crooked Circle              | Нора Рафферти            |
| 1933      | ф | Молодожёны                                      | They Just Had to Get Married    | Молли Халл               |
| 1933      | ф | Привет, сестра!                                 | Hello, Sister!                  | Милли                    |
| 1933      | ф | Встреча барона                                  | Meet the Baron                  | Засу                     |
| 1934      | ф | Дамы                                            | Dames                           | Матильда Хемингуэй       |
| 1934      | ф | Миссис Уиггс                                    | Mrs. Wiggs of the Cabbage Patch | мисс Хэзи                |
| 1934      | ф | Веселая невеста                                 | The Gay Bride                   | Мирабелла                |
| 1936      | ф | Тринадцать часов в воздухе                      | Thirteen Hours by Air           | мисс Гаркинс             |
| 1939      | ф | Леди из Кентукки                                | The Lady's from Kentucky        | Далси Ли                 |
| 1939      | ф | Вечно ваш                                       | Eternally Yours                 | миссис Бингэм            |
| 1940      | ф | Это всё правда                                  | It All Came True                | мисс Флинт               |
| 1940      | ф | Нет, нет, Нанетт!                               | No, No, Nanette                 | Полин Гастингс           |
| 1941      | ф | Ниагарский водопад                              | Niagara Falls                   | Эмми Сойер               |
| 1942      | ф | Застенчивый холостяк                            | The Bashful Bachelor            | Жеральдина               |
| 1942      | ф | А вот и тетя Эмма!                              | So's Your Aunt Emma             | тётя Эмма                |
| 1947      | ф | Жизнь с отцом                                   | Life with Father                | Кора Картрайт            |
| 1950      | ф | Фрэнсис                                         | Francis                         | Валери Хамперт           |
| 1952      | ф | Денвер и Рио-Гранде                             | Denver and Rio Grande           | Джейн Дуайр              |
| 1954      | ф | Френсис и девушки в форме                       | Francis Joins the WACS          | лейтенант Валери Хамперт |
| 1954      | с | Лучшее на Бродвее                               | The Best of Broadway            | мисс Прин                |
| 1955      | с | Screen Directors Playhouse                      | Screen Directors Playhouse      | Сельма                   |
| 1956      | с | The 20th Century Fox Hour                       | The 20th Century Fox Hour       | мисс Эпплтон             |
| 1956—1960 | с | Шоу Гейлы Сторм                                 | The Gale Storm Show             | Эльвира Нагент           |
| 1957      | ф | Долгожданная ночь                               | This Could Be the Night         | миссис Кэти Ши           |
| 1957      | с | Личный секретарь                                | Private Secretary               | тётя Марта               |
| 1960      | с | Шоу Денниса О'Кифа                              | The Dennis O'Keefe Show         | Лоретта Кимболл          |
| 1961      | с | Guestward, Ho!                                  | Guestward, Ho!                  | эпизод                   |
| 1961      | с | Перри Мейсон                                    | Perry Mason                     | Дафна Уилом              |
| 1963      | ф | Доведённый до ручки                             | The Thrill of It All            | Оливия                   |
| 1963      | ф | Этот безумный, безумный, безумный, безумный мир | It's a Mad, Mad, Mad, Mad World | телефонистка Джерти      |
| 1963      | с | Правосудие Бёрка                                | Burke's Law                     | миссис Боуи              |